# Miladinovți, Tărgoviște
Miladinovți (în bulgară Миладиновци) este un sat în comuna Tărgoviște, regiunea Tărgoviște,  Bulgaria. 

## Demografie
Componența etnică a satului Miladinovți
     Nicio identificare (39,52%)
     Bulgari (58,09%)
     Turci (2,38%)
     Romi (0%)
La recensământul din 2011, populația satului Miladinovți era de 210 locuitori. Din punct de vedere etnic, majoritatea locuitorilor (58,09%) erau bulgari, cu o minoritate de turci (2,38%). Pentru 39,52% din locuitori nu este cunoscută apartenența etnică.